# Arses (släkte)
Arses är ett släkte fåglar i familjen monarker (Monarchidae). Utredningsområdet är begränsat till skogklädda områden på Nya Guinea och några där omkringliggande öar, samt till norra Queensland i Australien.

## Arter i släktet
- Kragmonark, Arses insularis
- Svartvit monark, Arses kaupi
- Kapyorkmonark, Arses lorealis
- Kråsmonark, Arses telescophthalmus